# Cangauá
O cangauá (Bairdiella ronchus) é uma espécie de peixe teleósteo perciforme da família dos cianídeos. Podem ser encontrados das Antilhas até o estado brasileiro de Santa Catarina, chegando a medir até 35 cm de comprimento. Também podem ser chamados pelos nomes de bororó, canganguá, cangoá, canguá, congoá, pescada-aratanha, robalo-aratanha, robalo-miraguaia, roncador e ticopá.